# Marcel Cramoysan
Marcel Cramoysan, né à Étretat le 1er janvier 1915 et mort à Bois-Guillaume le 26 avril 2007, est un peintre et lithographe français de l'École de Rouen.

## Biographie
Élève du postimpressionniste Robert Antoine Pinchon (1886-1943), l'étretatais Marcel Cramoysan est un peintre figuratif dont l'essentiel de l'œuvre est focalisée sur le paysage, normand en premier lieu, mais aussi breton, provençal, corse, espagnol, italien (Venise). Il a peint également des natures mortes, compositions florales, scènes de cirque, de rares portraits…
Cramoysan décore l'école d'Étretat avec des toiles illustrant les Fables de La Fontaine ou des Contes de Perrault. Lors de son inauguration en 1957, cette école est déclarée « plus belle école de France » par Raymond Lindon.

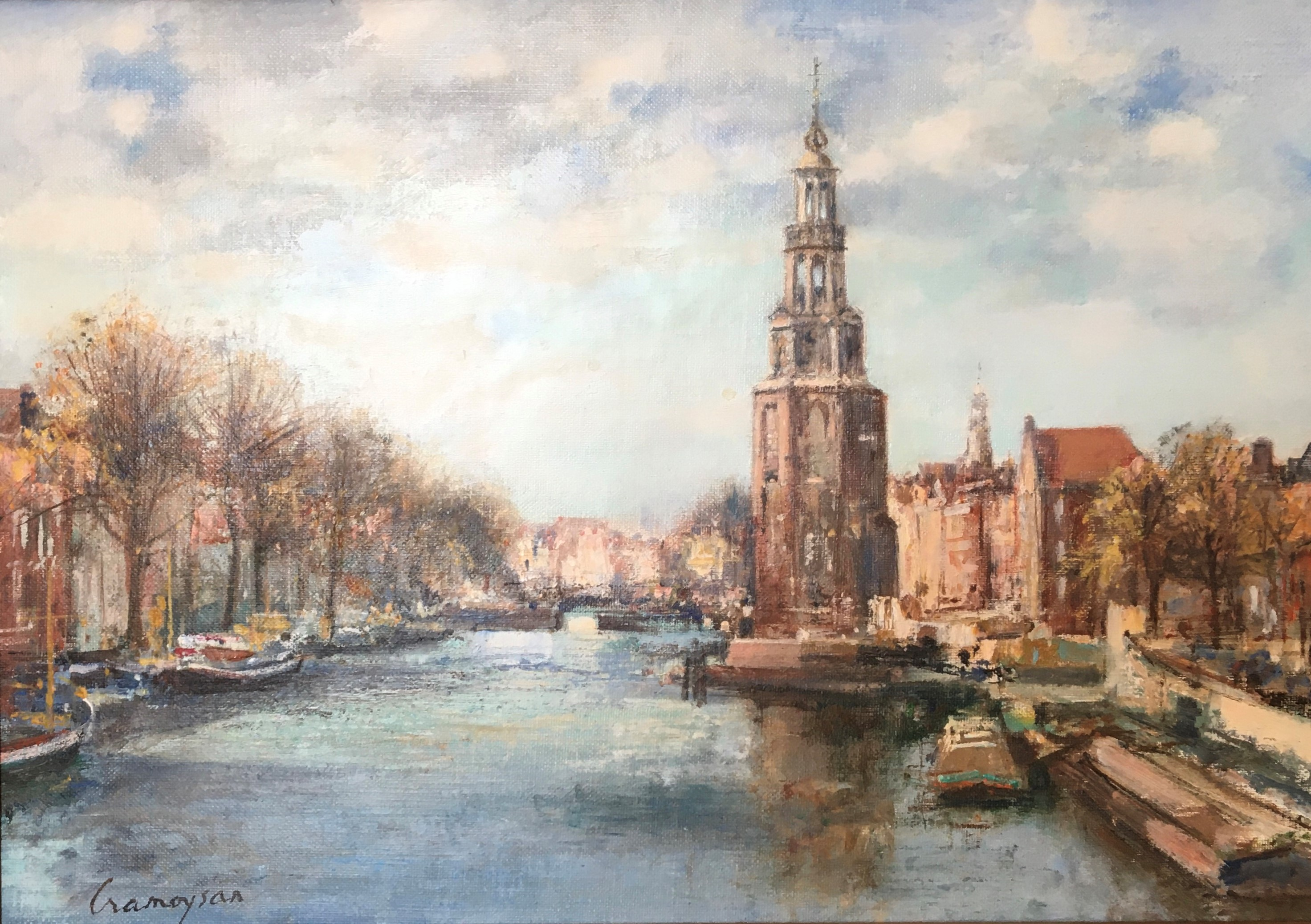
Peinture huile sur toile 8P 46 cm x 33 cm. Marcel Cramoysan, La Tour Montelbaanstoren (Amsterdam).

Installé 8, rue Quesney à Rouen, ce « petit maître dans la lignée claire et lumineuse des peintres de l'École de Rouen » est d'abord apprécié par les collectionneurs et galeries rouennais, puis à Paris : il rejoint la galerie Pétridès, où ses œuvres côtoient celles de Vlaminck, Foujita, Utrillo.
Il pratique la lithographie à partir des années 1970.
Il vend ses œuvres au Japon, par l'intermédiaire de la galerie Taménaga.
Il est invité dans de nombreuses expositions en France (Paris, Rouen, Albi, Montpellier, Béziers…) et à l'étranger (Suisse, Japon).
Cramoysan décède en 2007.
Depuis 2011, une salle de la commune d'Étretat, l'Espace Cramoysan, honore la mémoire de l'artiste-peintre.

## Illustrations
- George-Edward (pseudonyme de Tony Fritz-Vilars), Black out, poèmes illustrés par l'auteur, René Joutet, Pierre Gautiez et Marcel Cramoysan, sans nom d'éditeur, 1946.

## Collections publiques
- Département des estampes et de la photographie de la Bibliothèque nationale de France, Paris, cinq lithographies dont Estuaire breton, 1979[3].
- Un tableau de Marcel Cramoysan intitulé Le Rhône à Arles se trouve dans les collections du Musée des Beaux-Arts de Rouen[5].

## Collections privées
- Roger Bésus[6].

## Expositions

### Expositions personnelles
- 1945 : Galerie Prigent, Rouen.
- 1947 : Galerie Menuisement, Rouen.
- 1949 : Prix Hallmark aux États-Unis (mention).
- 1954 : Galerie Visconti, Paris.
- 1959 : Galerie Hamon, Le Havre.
- mars 1968 : Galerie Pétridès, Paris.
- 1981 : Galerie Akka, Béziers.
- 1988 : Galerie Toho, Japon.
- août 2011 : Hommage à Marcel Cramoysan, casino d'Étretat.
- Exposition non datée : Galerie La Cour Albane, Rouen.

### Expositions collectives
- 1964 : Bernard Buffet, Bernard Conte, Marcel Cramoysan, Jef Friboulet, Raymond Guerrier, Galerie Malaval, Lyon.
- mars 1980 : Panorama de la peinture contemporaine - Paul Aïzpiri, Jean-Pierre Alaux, Paul Ambille, Yves Brayer, Bernard Buffet, Jean Carzou, Michel Ciry, Marcel Cramoysan, Jef Friboulet, Pierre Gautiez, Camille Hilaire, Franck Innocent, Monique Journod, Michel King, Roland Lefranc, Édouard Georges Mac-Avoy, Georges Mirianon, Jean Navarre, Marcel Peltier, Christian Sauvé, Robert Savary, Gaston Sébire, Arthur Van Hecke…, hôtel de ville de Sotteville-lès-Rouen[7].
- 1992 : De Bonnard à Baselitz - Dix ans d'enrichissements du cabinet des estampes, 1978-1988, Bibliothèque nationale de France, Paris[3].
- janvier-mars 2014 : Exposition d'hiver - Collection d'un amateur, collectionneur et mécène, des années 1940 à nos jours - Roger Tolmer, Georges Mirianon, Marcel Cramoysan, Franck Innocent, Gaston Sébire, Jean Dannet, Jean Bréant, Denis Godefroy, Tony Fritz-Vilars, Galerie Bertran, Rouen.

## Réception critique
- « Quelle justesse lorsque Marcel Cramoysan peignait ses paysages où règnent la pureté, le sens aigu de la perspective et la présence magique des éléments ! Ce naturel, le peintre le restitua toujours avec une authenticité sérieuse, même lorsqu'il transmettait la parfaite élégance et la gracieuse expression de personnages individualisés avec maestria, tout comme le demeurent ses somptueuses et si personnelles compositions florales. Marcel Cramoysan marqua la peinture normande d'une élégance simple et naturelle poussée jusqu'au grand art, tant lui étaient inconnus la vulgarité et le système, et tant lui furent indispensables l'élégance, la fraîcheur et l'harmonie. »

André Ruellan

## Distinctions
- Mention au Prix Hallmark, États-Unis, 1949.